# Shahrukh Khan
Shahrukh Khan (hindsky: शाहरुख़ ख़ान, Šáhrukh Khán či Šáhruch Chán; * 2. listopad 1965 Nové Dillí, Indie) je indický herec. Kromě herecké kariéry se věnuje také produkování filmů a je moderátorem indické verze soutěže Chcete být milionářem? (hindsky: Kaun Banega Crorepati).

## Filmografie

### Herec
- 1988 In Which Annie Gives It Those Ones
- 1988 Fauji (TV seriál)
- 1989 Circus (TV seriál)
- 1991 Idiot (TV seriál)
- 1992 Dil Aashna Hai
- 1992 Chamatkar
- 1992 Deewana
- 1992 Maya Memsaab
- 1992 Raju Ban Gaya Gentleman
- 1993 Baazigar
- 1993 Darr
- 1993 Kabhi Haan Kabhi Naa
- 1993 King Uncle
- 1994 Anjaam
- 1995 Dilwale Dulhania Le Jayenge
- 1995 Guddu
- 1995 Karan Arjun
- 1995 Oh Darling! Yeh Hai India
- 1995 Ram Jaane
- 1995 Trimurti
- 1995 Zamaana Deewana
- 1996 Chaahat
- 1996 Army
- 1996 Dushman Duniya Ka
- 1996 English Babu Desi Mem
- 1997 Dil To Pagal Hai
- 1997 Yes Boss
- 1997 Koyla
- 1997 Pardes
- 1998 Kuch Kuch Hota Hai
- 1998 Dil Se
- 1998 Duplicate
- 1999 Baadshah
- 2000 Gaja Gamini
- 2000 Mohabbatein
- 2000 Har Dil Jo Pyar Karega
- 2000 Josh
- 2000 Hey Ram
- 2000 Phir Bhi Dil Hai Hindustani
- 2001 Kabhi Khushi Kabhie Gham
- 2001 Asoka
- 2001 One 2 Ka 4
- 2002 Shakti - The Power
- 2002 Hum Tumhare Hain Sanam
- 2002 Devdas
- 2003 Kal Ho Naa Ho
- 2003 Chalte Chalte
- 2004 Swades
- 2004 Veer-Zaara
- 2004 Main Hoon Na
- 2004 Yeh Lamhe Judaai Ke
- 2005 Paheli
- 2005 Silsilay
- 2006 Kabhi Alvida Naa Kehna
- 2006 Don – The Chase Begins Again
- 2007 Chak De! India
- 2007 Om Shanti Om
- 2008 Rab Ne Bana Di Jodi
- 2009 Billu Barber
- 2010 My Name Is Khan
- 2011 Ra.One
- 2013 Chennai Express
- 2014 Happy New Year
- 2015 Dilwale
- 2016 Fan
- 2016 Dear Zindagi
- 2016 Ae Dil Hail Mushkil
- 2017 Jab Harry Met Sejal
- 2017 Raees
- 2017 Tubelight
- 2018 Koochie Koochie Hota Hai

### Producent
- 2000 Phir Bhi Dil Hai Hindustani
- 2001 Asoka
- 2003 Chalte Chalte
- 2004 Main Hoon Na
- 2005 Paheli
- 2005 Kaal